# 早期売却価格
早期売却価格〈そうきばいきゃくかかく）とは、企業の債権回収処理において、当該企業が保有する不動産を市場で早期に換価することにより確実に回収できる見積額を指す。
早期売却価格を求めることができる場合を例示する。
- デフォルト状態にある不良債権の担保不動産の評価
- デューディリジェンスに伴う評価
- 金融機関における処分可能見込額を算定するための評価

## 評価の方法
早期売却価格の評価に当たっては、市場価値に早期売却に伴う市場修正を行って求めるのが一般的である。鈍化または下降局面にある市場では、売り手の人数が増加するとともに、金融上のやむを得ざる事情、または状況が認められる場合がある。評価人はそのような市場の状況のあらゆる要因を考慮して市場修正を行うものとされている。
資産の市場性が限定されている場合の最も適切な評価方法は、十分な潜在的収益力やサービス能力を前提とした上で、現行用途の土地の市場価格に建物等の積算価格を加算し、かつ最適化に要する費用を考慮して評価すべきものと考えられる。

## 評価上の留意点
早期売却価格は、強制売却価格との関連性に留意すべきである。
資産の特殊性あるいは不動産市場の状況よりみて、比較的少数の潜在的購買者しか持たないような資産を市場限定資産という。市場限定資産の特徴は、公開市場での売却が不可能だということではなく、市場性の比較的高い資産と比べて、売却までの期間が通常長いということである。
ホテル、温泉旅館あるいはレジャー施設等は、市場限定資産である。これらの資産の早期売却価格を求めるケースが多い。